# Jane Powell

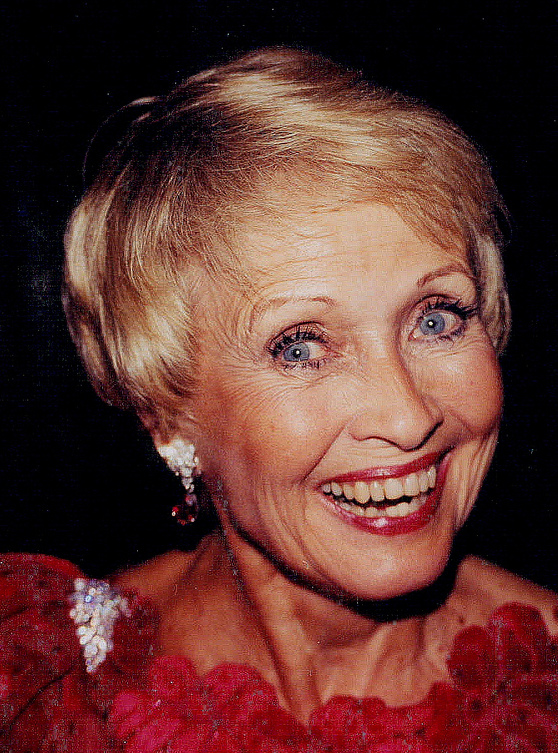
Jane Powell, 1998

Jane Powell (* 1. April 1929 als Suzanne Lorraine Burce in Portland, Oregon; † 16. September 2021 in Wilton, Connecticut) war eine US-amerikanische Schauspielerin und Sängerin. Sie wurde vor allem durch ihre Auftritte in Hollywood-Musicals der 1940er- und 1950er-Jahre bekannt.

## Leben und Karriere
Schon als junges Mädchen trat Jane Powell als Sängerin und Tänzerin auf. Ihre Eltern wollten aus ihr eine zweite Shirley Temple machen. In Oakland, Kalifornien erhielt sie Gesangsunterricht. 1943 erhielt die 14-Jährige einen Studiovertrag bei MGM, die sie aber für ihre ersten zwei Filme noch an United Artists ausliehen. Für ihre Filmkarriere erhielt Suzanne Bruce den Künstlernamen Jane Powell, den Namen der Filmfigur, die sie in ihrem Debütfilm Song of the Open Road gespielt hatte. Schon ihr erster Einsatz für MGM, das Musical Ball in der Botschaft, machte sie zum Star. 
Ihre gute Gesangsstimme, ihr Tanztalent sowie ihre Schauspielfähigkeiten machten sie zu einem der beliebtesten Musicalstars in Hollywoods Goldener Ära. Vor allem wurde sie in der Rolle des All-American Girl besetzt. Zu ihren erfolgreichsten Filmen zählen die unter Regie von Stanley Donen entstandenen Musicalstreifen Königliche Hochzeit (1951), in dem sie als Schwester von Fred Astaires Figur auftritt, und Eine Braut für sieben Brüder (1954), wo sie neben Howard Keel eine der sieben Bräute darstellte. 
Bei der Gala zu US-Präsident Harry S. Trumans Inauguration zur zweiten Amtszeit am 19. Januar 1949 sang Powell die Lieder Love Is Where You Find It und Buttons and Bows. Neben ihrer Filmkarriere nahm sie in den 1950er-Jahren auch Schallplatten auf, so 1956 die LP Can’t we be Friends, bei der sie nicht ihre weithin bekannte Sopranstimme nutzt, sondern tiefer singt. 
Als die Hollywood-Musicals ab Mitte der 1950er-Jahre in der Gunst des Publikums sanken, bekam sie weniger Kinorollen angeboten. Versuche, in anderen Genres unterzukommen, verliefen wenig erfolgreich – 1958 übernahm sie beispielsweise eine Hauptrolle in dem für sie eher ungewohnten Genre Film noir, in The Female Animal konkurriert sie mit ihrer von Hedy Lamarr verkörperten Mutter um die Gunst eines Mannes (gespielt von George Nader). Ab Ende der 1950er-Jahre verlegte sie sich vermehrt auf Arbeit im Fernsehen sowie auf Theaterbühnen. Sie spielte unter anderem am Broadway und unternahm Tourneen quer durch die USA mit aufwendigen Produktionen von Musicals wie South Pacific, My Fair Lady, The Sound of Music, Carousel, Brigdoon und Oklahoma!. In späteren Jahrzehnten war sie in den Serien Fantasy Island, Love Boat und Unser lautes Heim in Gastrollen zu sehen. Außerdem gab sie Konzerte und war im Radio zu hören.
Powell war fünfmal verheiratet, ihre vier ersten Ehen wurden geschieden. Sie war Mutter von drei Kindern. Von 1988 bis zu seinem Tod im Jahr 2015 war Powell mit dem ehemaligen Kinderschauspieler Dickie Moore verheiratet, in den sie sich bei einem Interview für sein geplantes Buch über Kinderstars verliebt hatte. Sie lebten abwechselnd in Manhattan und der Kleinstadt Wilton, wo Powell im September 2021 im Alter von 92 Jahren eines natürlichen Todes starb.

## Filmografie (Auswahl)
- 1944: Song of the Open Road
- 1945: Bezaubernd aber gefährlich (Delightfully Dangerous)
- 1946: Ball in der Botschaft (Holiday in Mexico)
- 1948: Drei kleine Biester (Three Daring Daughters)
- 1948: Wirbel um Judy (A Date with Judy)
- 1948: Liebe an Bord (Luxury Liner)
- 1950: Nancy geht nach Rio (Nancy Goes to Rio)
- 1950: Einmal eine Dame sein (Two Weeks with Love)
- 1951: Königliche Hochzeit (Royal Wedding)
- 1951: Hübsch, jung und verliebt (Rich, Young and Pretty)
- 1953: Small Town Girl
- 1953: Three Sailors and a Girl
- 1954: Eine Braut für sieben Brüder (Seven Brides for Seven Brothers)
- 1954: Athena
- 1954: Tief in meinem Herzen (Deep in My Heart)
- 1955: In Frisco vor Anker (Hit the Deck)
- 1957: Kess und kokett (The Girl Most Likely)
- 1958: The Female Animal
- 1958: Enchanted Island
- 1959: Meet Me in St. Louis (Fernsehfilm)
- 1976: SOS in den Wolken (Mayday at 40,000 Feet!, Fernsehfilm)
- 1978, 1981, 1982: Fantasy Island (Fernsehserie, drei Folgen)
- 1981, 1982: Love Boat (The Love Boat, Fernsehserie, zwei Folgen)
- 1985: Marie – Eine wahre Geschichte (Marie)
- 1987: Mord ist ihr Hobby (Murder, She Wrote; Fernsehserie, Folge Old Habits Die Hard)
- 1988–1990: Unser lautes Heim (Growing Pains; Fernsehserie, acht Folgen)
- 2000: Es geschah in Boulder (Perfect Murder, Perfect Town: Jon Benét and the City of Boulder, Fernsehfilm)
- 2000: Sandy Bottom – Konzert für eine Stadt (The Sandy Bottom Orchestra, Fernsehfilm)
- 2002: Law & Order: New York (Fernsehserie, Folge Vulnerable)